# Melitaea scotosia
Melitaea scotosia är en fjärilsart som beskrevs av Butler 1878. Melitaea scotosia ingår i släktet Melitaea och familjen praktfjärilar. Inga underarter finns listade i Catalogue of Life.